# Alejandro Nolasco
Alejandro Nolasco Asensio (Pamplona, 22 de agosto de 1991) es un escritor, abogado y político español. Ha sido vicepresidente primero y consejero de Desarrollo Territorial, Despoblación y Justicia del Gobierno de Aragón.

## Biografía

### Formación universitaria
Tras estudiar el Bachillerato de Humanidades en St. Mary´s Springs High School (Wisconsin, Estados Unidos), se licenció en Derecho en la Universidad Complutense de Madrid y en Filosofía en la Universidad Nacional de Educación a Distancia. 

### Actividad laboral: abogacía y política
En 2017 abrió en Teruel un bufete de abogados. En enero de 2019 se afilió a Vox. Se presentó como candidato de Vox a la alcaldía de la capital turolense en las elecciones municipales de 2019, siendo el único miembro electo de su partido en toda la provincia; también se presentó como candidato por la provincia de Teruel al Congreso de los Diputados en las elecciones generales de abril y noviembre de 2019 sin obtener escaño. Fue nombrado portavoz del grupo municipal VOX del Ayuntamiento de Teruel y consejero comarcal y portavoz de Vox en el Consejo Comarcal de la Comarca de la Comunidad de Teruel en 2023.
En septiembre de 2020 fue nombrado presidente de Vox de la provincia de Teruel. Se presentó simultáneamente para alcalde de Teruel y para presidente del Gobierno de Aragón en las elecciones municipales de 2023. En las elecciones locales, su partido obtuvo dos nuevos concejales, mientras que en las elecciones autonómicas su lista quedó en tercer lugar, aumentando sus escaños en las Cortes de Aragón de tres a siete.
En el gobierno formado por Jorge Azcón, Nolasco fue nombrado vicepresidente primero del Gobierno de Aragón y consejero de Desarrollo Territorial, Despoblación y Justicia del Gobierno de Aragón, cargo del que dimitió a petición propia el 12 de julio de 2024.
Santiago Abascal incluyó en el Comité Ejecutivo Nacional (CEN) de Vox a Alejandro Nolasco en enero de 2024

### Actividad literaria
Alejandro Nolasco dirigió las Jornadas Literarias Impulsa Literatura en 2013, y  presentó y dirigió los siguientes programas de televisión: Impulso Literario en Iberoamérica TV, Sentido Literario en Canal 33 y Sopa de Letras en ViveMágico TV, todos ellos canales de ámbito de difusión autonómico en la Comunidad de Madrid.  

## Publicaciones
Publicó su primer libro a los dieciocho años. Ha publicado las siguientes novelas y ensayos:
- El último perdón de Dios, Ediciones Atlantis, 2010, 345 pp. ISBN 978-84-92952-32-8.
- Misogénesis, Edición independiente, 2011, 142 pp. ISBN 979-8596951158[cita requerida]
- Historia de un psicópata mediocre, Edición independiente, 2012, 100 pp. ISBN 979-8596969078[cita requerida]
- Invierno negro, Círculo Rojo, 2014, 140 pp. ISBN 978-84-9050-772-8.
- La quinta energía. De la Ciencia a Dios, SND Editores, Madrid, 2021, 92 pp. ISBN 978-84-18816-07-9.
- Los últimos cincuenta de la División Azul, SDN Editores, Madrid, 2022, 410 pp., ISBN 978-84-18816-40-6.[16][17]